# Cibelle
Cibelle Cavalli Bastos (ur. 2 stycznia 1978 w São Paulo) – brazylijska piosenkarka, kompozytorka i autorka tekstów, śpiewająca w stylu bossa nova/jazz, a także artystka multimedialna.

## Życiorys
Uczęszczała do szkoły muzycznej od wieku 6 lat, ucząc się śpiewu, gry na gitarze i fortepianie w Conservatório Musical Marcelo Tupinambá. Jako nastolatka była modelką, nagrywała też reklamówki i spoty dla brazylijskiej mutacji MTV. Zadebiutowała na płycie São Paulo Confessions (2000), nagranej przez Subę, serbskiego producenta zakochanego w brazylijskiej muzyce, którego spotkała w jednym z klubów w São Paulo. W 2015 ukończyła Royal College of Art w Londynie.
Występowała i prezentowała swoje prace w: Martin-Gropius-Bau (Berlin), Institute of Contemporary Arts (Londyn), Museu de Arte de São Paulo (São Paulo), Carnegie Hall (Nowy Jork), LCCA Latvijas Laikmetīgās mākslas centrs (Ryga), CAC Wifredo Lam (Hawana), Steirischer Herbst (Graz), MdbK Leipzig (Lipsk), Transmediale/Haus der Kulture der Welt (Berlin), KW Institute for Contemporary Art (Berlin), Fotomuseum Winterthur (Szwajcaria), NRW Forum (Düsseldorf).
Była wykładowczynią, panelistką oraz prowadziła warsztaty na Wydziale Sztuk Pięknych Uniwersytetu Stanforda, The Graduate Center City University of New York, Goldsmiths University of London's Fine Art MA, Gerrit Rietveld Academie w Amsterdamie, Królewskiej Duńskiej Akademii Sztuk, Królewskiego Instytutu Sztuki w Sztokholmie, Królewskiej Akademii Sztuki w Hadze, Fachhochschule Nordwestschweiz w Bazylei, Sandberg Instituut (Amsterdam), Berlin Program for Artists i HGK Leipzig.
Śpiewa po portugalsku i angielsku. Największe przeboje to: Green Grass (autorstwa Toma Waitsa), Alcool, London, London.
Mieszka w Berlinie.

## Dyskografia

### Albumy
- 2003: Cibelle (Ziriguiboom)
- 2006: The Shine Of Dried Electric Leaves (Ziriguiboom)
- 2010: Las Venus Resort Palace Hotel (Barcode Records)
- 2013: Unbinding (Crammed Discs)

### Minialbumy
- 2005: About a Girl EP
- 2005: Noite de Carnaval/Matthew Herbert Remixes
- 2007: Green Grass EP
- 2008: White Hair EP